# Scott Kneller
Pour les articles homonymes, voir Kneller.
Scott Kneller, né le 19 mai 1989 à Cooma, est un skieur acrobatique australien spécialisé dans le skicross.

## Carrière
Au cours de sa carrière, il a pris part aux Jeux olympiques d'hiver de 2010, atteignant les demi-finales du skicross et se classant finalement septième. Il avait réussi à se remettre de sa blessure à la clavicule contractée cinq semaines en amont de l'événement. En décembre 2010, il remporte son unique succès en carrière à San Candido.

## Palmarès

### Jeux olympiques d'hiver
| Édition/Discipline | Skicross |
| JO 2010            | 7e       |
| JO 2014            | 23e      |

### Championnats du monde
| Édition/Discipline | Skicross |
| Mondiaux 2009      | 30e      |
| Mondiaux 2011      | 17e      |
| Mondiaux 2013      | 17e      |

### Coupe du monde
- Meilleur classement général : 40e en 2011
- Meilleur classement en bosses : 12e en 2011
- 1 podiums dont 1 victoire